# Румайла
Румайла (Эр-Румайла, Румейла) (араб. الرميلة‎) — супергигантское нефтяное месторождение в Ираке (Нефтегазоносный бассейн Персидского залива), находящееся в южной части Ирака около города Басры. Открыто в 1953 году. Залежи на глубине 2,0-3,8 км. К северной части Румайлы относят и месторождение Западная Курна.
Геологические запасы оценивается в 5,4 млрд т. Плотность нефти 0,85-0,87 г/см³ или 33° API.
Румайла делится на северную и южную части. Часть Южной Эр-Румайлы, принадлежащая Кувейту, называется Ратка.
Оператором месторождении является британская нефтяная компания BP (38 %). Остальные доли в месторождении распределены так: CNPC (37 %) и правительство Ирака (24 %). Добыча нефти в 2011 году составила 70 млн тонн.